# Copa Libertadores de Fútbol Playa 2016
La Copa Libertadores de Fútbol Playa 2016 fue un torneo de clubes de fútbol playa de Sudamérica que se realizó en Santos (Brasil). Fue la primera edición del certamen, organizado por la Confederación Sudamericana de Fútbol. Originalmente se iba a realizar del 6 al 11 de diciembre de 2016, pero se pospuso para el 9 al 15 de enero de 2017, debido a la tragedia de Chapecoense.

## Organización

### Formato de competición
Participaron nueve clubes campeones de asociaciones nacionales afiliadas a la Conmebol, ausentándose Ecuador.
- El Formato de Competición consta de 2 (dos) grupos: A y B. Uno de 5 (cinco) equipos y uno de 4 (cuatro) equipos. El Grupo A corresponderá al equipo anfitrión.
- Los 2 (dos) mejores equipos (1.º y 2.º) de cada grupo se clasifican para las semifinales.
- La disputa de la Etapa de Grupos es por el sistema de todos contra todos, por puntos.

Criterios para determinar la clasificación en cada grupo
- Mayor número de puntos obtenidos en todos los partidos de grupo

Si dos o más equipos muestran igualdad tras este criterio, su lugar en la clasificación se decidirá conforme a lo siguiente:
1. mayor número de puntos obtenidos en los partidos de grupo (partidos directos) entre los equipos en cuestión;
2. mayor diferencia de goles en los partidos de grupo entre los equipos en cuestión;
3. mayor número de goles marcados en los partidos de grupo entre los equipos en cuestión;
4. mayor diferencia de goles en todos los partidos de grupo;
5. mayor número de goles marcados en todos los partidos de grupo;
6. menor número de tarjetas rojas recibidas durante la competición;
7. menor número de tarjetas amarillas recibidas durante la competición;
8. sorteo realizado por la CONMEBOL y BSWW.

### Puntuación
El siguiente sistema de puntuación será utilizado durante la Etapa de Grupos:
- Partido ganado en tiempo regular: 3 puntos.
- Partido ganado en tiempo extra: 2 puntos.
- Partido ganado en penales: 1 punto.
- Partido perdido: 0 puntos.
- Partido ganado por W.O. (Walk Over): 3 puntos, y el resultado final de 3 x 0 a favor del equipo ganador.

### Árbitros
A continuación se detalla la lista de los jueces convocados
| - Mariano Romo - José Luis Mendoza - Ivo De Moraes - Renato de Carlos - Juan Carlos Amaya | - Fabricio Quintero - José Luis Martínez - Micke Palomino - Pablo Cadenasso - José Gregorio Misel |

## Equipos
| Equipos participantes   | Equipos participantes | Equipos participantes | Equipos participantes | Equipos participantes |
| ----------------------- | --------------------- | --------------------- | --------------------- | --------------------- |
| Rosario Central         | Hamacas FC            | CR Vasco da Gama      | Deportes Iquique      | Santa Marta           |
| Náutico Puerta del Lago | Punta Hermosa         | Malvín                | Reales de Miranda     |                       |

## Fase de grupos

### Grupo A
| Equipo            | Pts. | PJ | PG | PG+ | PP | GF | GC | Dif |
| ----------------- | ---- | -- | -- | --- | -- | -- | -- | --- |
| CR Vasco da Gama  | 12   | 4  | 4  | 0   | 0  | 33 | 9  | 24  |
| Deportes Iquique  | 9    | 4  | 3  | 0   | 1  | 22 | 18 | 4   |
| Malvín            | 5    | 4  | 1  | 1   | 2  | 22 | 26 | -4  |
| Hamacas FC        | 1    | 4  | 0  | 1   | 3  | 15 | 25 | -10 |
| Reales de Miranda | 0    | 4  | 0  | 0   | 4  | 11 | 25 | -14 |

| 9 de enero, 16:15 (UTC-3) | Malvín                                                                                      | 8-6 (t. s.) | Hamacas FC                                          | Praia do Gonzaga, Santos |  |
|                           | Ricar 7' · Marquinhos 12' · Pampero 13' · Nico 19' · Martín 24' · Matias 25' · Estevado 38' | Reporte     | 2' 8' Castelo · 13' 16' 32' Zambrano · 20' Portales |                          |  |

| 9 de enero, 17:30 (UTC-3) | Reales de Miranda | 1-7     | CR Vasco da Gama                                                        | Praia do Gonzaga, Santos |  |
|                           | Chino 36'         | Reporte | 1' Lucão · 7' Antonio · 10' Alan · 13' 21' 32' Luquinhas · 20' Catarino |                          |  |

| 10 de enero, 15:00 (UTC-3) | Hamacas FC                                 | 4-4 (t. s.)(3-2 p.) | Reales de Miranda                 | Praia do Gonzaga, Santos |  |
|                            | Castedo 3' 16' · Chino 18' · Rodríguez 19' | Reporte             | 7' Daniel · 16' Fred · 18' Chávez |                          |  |

| 10 de enero, 17:30 (UTC-3) | Malvín                                        | 4-6     | Deportes Iquique                                                                  | Praia do Gonzaga, Santos |  |
|                            | Martín 8' · Tato 11' · Bruno 17' · Matías 34' | Reporte | 4' Echeverría · 30' Vega · 31' Flores · 33' Rodríguez · 35' Belaunde · 36' Argote |                          |  |

| 11 de enero, 15:00 (UTC-3) | Deportes Iquique                                              | 6-3     | Reales de Miranda                 | Praia do Gonzaga, Santos |  |
|                            | Echeverría 1' 2' 35' · Belaunde 1' · Bolívar 10' · Abarca 31' | Reporte | 13' Daniel · 17' Fred · 21' Piter |                          |  |

| 11 de enero, 17:30 (UTC-3) | CR Vasco da Gama                                                                            | 8-1     | Hamacas FC  | Praia do Gonzaga, Santos |  |
|                            | Jorginho 8' 24' · Bokinha 10' 14' · Catarino 16' · Rafinha 23' · Lucão 25' · Mauricinho 35' | Reporte | 36' Yosimar |                          |  |

| 12 de enero, 16:15 (UTC-3) | Malvín                                                                                               | 8-3     | Reales de Miranda                           | Praia do Gonzaga, Santos |  |
|                            | Tonga 11' 36' · Matías 12' · Bruno 19' · Martín 22' · Estevao 27' · Esteban 31' · Pampero 36' (a.g.) | Reporte | 14' Fred · 15' Landaeta · 31' (a.g.) Daniel |                          |  |

| 12 de enero, 17:30 (UTC-3) | CR Vasco da Gama                                          | 7-5     | Deportes Iquique                                         | Praia do Gonzaga, Santos |  |
|                            | Rafinha 1' · Bokinha 12' 19' 35' 36' · Mauricinho 14' 20' | Reporte | 1' Echeverría · 8' Argote · 10' 22' Belaunde · 18' Yáñez |                          |  |

| 13 de enero, 14:00 (UTC-3) | Deportes Iquique                                 | 5-4     | Hamacas FC                                    | Praia do Gonzaga, Santos |  |
|                            | Belaunde 4' · Antillanca 9' 13' · Echeverría 36' | Reporte | 12' 34' Zambrano · 21' Viruez · 36' Rodríguez |                          |  |

| 13 de enero, 16:30 (UTC-3) | CR Vasco da Gama | 11-2    | Malvín | Praia do Gonzaga, Santos |  |
|                            |                  | Reporte |        |                          |  |

### Grupo B
| Equipo                  | Pts. | PJ | PG | PG+ | PP | GF | GC | Dif |
| ----------------------- | ---- | -- | -- | --- | -- | -- | -- | --- |
| Rosario Central         | 6    | 3  | 2  | 0   | 1  | 14 | 12 | 2   |
| Punta Hermosa           | 4    | 3  | 1  | 1   | 1  | 12 | 13 | -1  |
| Santa Marta             | 3    | 3  | 1  | 0   | 2  | 9  | 9  | 0   |
| Náutico Puerta del Lago | 3    | 3  | 1  | 0   | 2  | 13 | 14 | -1  |

| 10 de enero, 13:45 (UTC-3) | Rosario Central | 4-5     | Punta Hermosa | Praia do Gonzaga, Santos |  |
|                            |                 | Reporte |               |                          |  |

| 10 de enero, 16:15 (UTC-3) | Santa Marta | 4-2     | Náutico Puerta del Lago | Praia do Gonzaga, Santos |  |
|                            |             | Reporte |                         |                          |  |

| 11 de enero, 13:45 (UTC-3) | Rosario Central | 4-2     | Santa Marta | Praia do Gonzaga, Santos |  |
|                            |                 | Reporte |             |                          |  |

| 11 de enero, 16:15 (UTC-3) | Náutico Puerta del Lago | 6-4     | Punta Hermosa | Praia do Gonzaga, Santos |  |
|                            |                         | Reporte |               |                          |  |

| 13 de enero, 13:45 (UTC-3) | Punta Hermosa | 3-3 (t. s.)(2-0 p.) | Santa Marta | Praia do Gonzaga, Santos |  |
|                            |               | Reporte             |             |                          |  |

| 13 de enero, 15:15 (UTC-3) | Náutico Puerta del Lago | 5-6     | Rosario Central | Praia do Gonzaga, Santos |  |
|                            |                         | Reporte |                 |                          |  |

## Fase de eliminación
|  | Semifinales      | Semifinales      | Semifinales      |                  |                 | Final            | Final            | Final        |  |
|  |                  |                  |                  |                  |                 |                  |                  |              |  |
|  |                  |                  |                  |                  |                 |                  |                  |              |  |
|  | Rosario Central  | Rosario Central  | 4 (3)            |                  |                 |                  |                  |              |  |
|  | Rosario Central  | Rosario Central  | 4 (3)            |                  |                 |                  |                  |              |  |
|  | Deportes Iquique | Deportes Iquique | 4 (2)            |                  |                 |                  |                  |              |  |
|  | Deportes Iquique | Deportes Iquique | 4 (2)            |                  | Rosario Central | Rosario Central  | 1                |              |  |
|  |                  |                  |                  |                  | Rosario Central | Rosario Central  | 1                |              |  |
|  |                  |                  | CR Vasco da Gama | CR Vasco da Gama | 8               |                  |                  |              |  |
|  | CR Vasco da Gama | CR Vasco da Gama | CR Vasco da Gama | CR Vasco da Gama | 8               | 11               |                  |              |  |
|  | CR Vasco da Gama | CR Vasco da Gama |                  |                  |                 | 11               |                  |              |  |
|  | Punta Hermosa    | Punta Hermosa    | 1                |                  |                 | Tercer lugar     | Tercer lugar     | Tercer lugar |  |
|  | Punta Hermosa    | Punta Hermosa    | 1                |                  |                 | Tercer lugar     | Tercer lugar     | Tercer lugar |  |
|  |                  |                  |                  |                  |                 |                  |                  |              |  |
|  |                  |                  |                  |                  |                 | Deportes Iquique | Deportes Iquique | 4            |  |
|  |                  |                  |                  |                  |                 | Deportes Iquique | Deportes Iquique | 4            |  |
|  |                  |                  |                  |                  |                 | Punta Hermosa    | Punta Hermosa    | 1            |  |
|  |                  |                  |                  |                  |                 | Punta Hermosa    | Punta Hermosa    | 1            |  |
|  |                  |                  |                  |                  |                 |                  |                  |              |  |

|  | Cruces quinto al octavo puesto | Cruces quinto al octavo puesto | Cruces quinto al octavo puesto |                         |             | Quinto puesto  | Quinto puesto  | Quinto puesto  |  |
|  |                                |                                |                                |                         |             |                |                |                |  |
|  |                                |                                |                                |                         |             |                |                |                |  |
|  | Santa Marta                    | Santa Marta                    | 6                              |                         |             |                |                |                |  |
|  | Santa Marta                    | Santa Marta                    | 6                              |                         |             |                |                |                |  |
|  | Hamacas FC                     | Hamacas FC                     | 4                              |                         |             |                |                |                |  |
|  | Hamacas FC                     | Hamacas FC                     | 4                              |                         | Santa Marta | Santa Marta    | 2              |                |  |
|  |                                |                                |                                |                         | Santa Marta | Santa Marta    | 2              |                |  |
|  |                                |                                | Náutico Puerta del Lago        | Náutico Puerta del Lago | 5           |                |                |                |  |
|  | Malvín                         | Malvín                         | Náutico Puerta del Lago        | Náutico Puerta del Lago | 5           | 6              |                |                |  |
|  | Malvín                         | Malvín                         |                                |                         |             | 6              |                |                |  |
|  | Náutico Puerta del Lago        | Náutico Puerta del Lago        | 8                              |                         |             | Séptimo puesto | Séptimo puesto | Séptimo puesto |  |
|  | Náutico Puerta del Lago        | Náutico Puerta del Lago        | 8                              |                         |             | Séptimo puesto | Séptimo puesto | Séptimo puesto |  |
|  |                                |                                |                                |                         |             |                |                |                |  |
|  |                                |                                |                                |                         |             | Hamacas FC     | Hamacas FC     | 8              |  |
|  |                                |                                |                                |                         |             | Hamacas FC     | Hamacas FC     | 8              |  |
|  |                                |                                |                                |                         |             | Malvín         | Malvín         | 10             |  |
|  |                                |                                |                                |                         |             | Malvín         | Malvín         | 10             |  |
|  |                                |                                |                                |                         |             |                |                |                |  |

### Cruces del quinto puesto al octavo puesto
| 14 de enero, 9:15 (UTC-3) | Santa Marta                                                    | 6-4     | Hamacas FC                        | Praia do Gonzaga, Santos |  |
|                           | Aislan 3' · Zulueta 7' 20' · García 25' (a.g.) 28' · Perea 25' | Reporte | 2' Oliva · 4' Morón · 24' Braulio |                          |  |

| 14 de enero, 10:30 (UTC-3) | Malvín                                            | 6-8     | Náutico Puerta del Lago                                    | Praia do Gonzaga, Santos |  |
|                            | Estevao 2' · Martín 4' · Tonga 19' 30' · Nico 28' | Reporte | 3' 14' 16' Carballo · 23' 24' Guerrero · 24' 28' 30' Ojeda |                          |  |

### Semifinales
| 14 de enero, 12:00 (UTC-3) | Rosario Central                     | 4-4 (t. s.)(3-2 p.)        | Deportes Iquique                                 | Praia do Gonzaga, Santos |  |
|                            | Gómez Cuevas 7' 23' · Agustini 21'  | Reporte                    | 8' Abarca · 14' Belaunde · 23' Flores · 24' Vega |                          |  |
|                            |                                     | Tiros desde el punto penal |                                                  |                          |  |
|                            | Malias · Gómez Cuevas · M. Ponzetti |                            | Echeverría · Bolívar · Belaunde                  |                          |  |

| 14 de enero, 13:15 (UTC-3) | CR Vasco da Gama                                                                                             | 11-1    | Punta Hermosa | Praia do Gonzaga, Santos |  |
|                            | Bokinha 3' · Lucão 4' 23' · Mauricinho 7' 26' · Alan 10' 19' · Catarino 15' 29' · Jordan 35' · Luquinhas 36' | Reporte | 29' Arteaga   |                          |  |

### Séptimo puesto
| 15 de enero, 10:00 (UTC-3) | Hamacas FC | 8-10 | Malvín | Praia do Gonzaga, Santos |  |

### Quinto puesto
| 15 de enero, 11:15 (UTC-3) | Santa Marta | 2-5 | Náutico Puerta del Lago | Praia do Gonzaga, Santos |  |

### Tercer puesto
| 15 de enero, 12:45 (UTC-3) | Deportes Iquique | 4-1 | Punta Hermosa | Praia do Gonzaga, Santos |  |

### Final
| 15 de enero, 14:00 (UTC-3) | Rosario Central | 1-8     | CR Vasco da Gama                                                        | Praia do Gonzaga, Santos |  |
|                            | D’Amico 27'     | Reporte | 3' 14' 29' Bokinha · 6' 16' 19' Mauricinho · 9' Luquinhas · 27' Rafinha |                          |  |

CR Vasco da Gama

Campeón

1.º título

## Clasificación final
| 1. CR Vasco da Gama        |
| 2. Rosario Central         |
| 3. Deportes Iquique        |
| 4. Punta Hermosa           |
| 5. Náutico Puerta del Lago |
| 6. Santa Marta             |
| 7. Malvín                  |
| 8. Hamacas FC              |
| 9. Reales de Miranda       |